# 加州州立大學貝克斯菲爾德分校

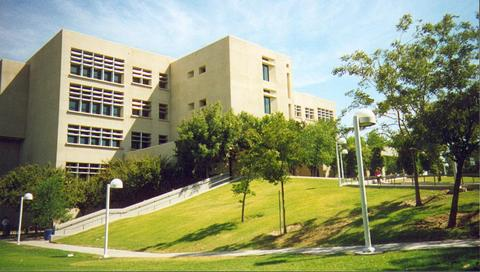
學校圖書館

加州州立大學貝克斯菲爾德分校（英語：California State University, Bakersfield，縮寫CSUB或CSU Bakersfield），或譯貝克斯菲爾德加州大學是加利福尼亞州立大學系統內、位於美國加利福尼亞州貝克斯菲爾德的一所公立大學，成立於1963年。 2015年《美國新聞與世界報道》將其排在“西部地區大學”類中的第80位。

## 外部連結
- Official website（页面存档备份，存于）
- Official athletics website（页面存档备份，存于）

35°21′02″N 119°06′15″W / 35.35056°N 119.10417°W